# Stichting Betaald Voetbal Vitesse 2020-2021
Questa voce raccoglie le informazioni riguardanti lo Stichting Betaald Voetbal Vitesse nelle competizioni ufficiali della stagione 2020-2021.

## Rosa
Rosa aggiornata al 6 febbraio 2021.
| N. |                        | Ruolo | Calciatore       |
| -- | ---------------------- | ----- | ---------------- |
| 2  | Israele (bandiera)     | D     | Eli Dasa         |
| 3  | Paesi Bassi (bandiera) | D     | Danilho Doekhi   |
| 6  | Danimarca (bandiera)   | D     | Jacob Rasmussen  |
| 7  | Belgio (bandiera)      | A     | Loïs Openda      |
| 8  | Norvegia (bandiera)    | C     | Sondre Tronstad  |
| 9  | Algeria (bandiera)     | A     | Oussama Darfalou |
| 10 | Paesi Bassi (bandiera) | C     | Riechedly Bazoer |
| 11 | Albania (bandiera)     | A     | Armando Broja    |
| 14 | Marocco (bandiera)     | A     | Oussama Tannane  |
| 16 | Croazia (bandiera)     | D     | Dominik Oroz     |
| 17 | Nigeria (bandiera)     | A     | Hilary Gong      |
| 18 | Rep. Ceca (bandiera)   | D     | Tomáš Hájek      |
| 19 | Paesi Bassi (bandiera) | A     | Noah Ohio        |
| 20 | Paesi Bassi (bandiera) | C     | Thomas Bruns     |

| N. |                        | Ruolo | Calciatore        |
| -- | ---------------------- | ----- | ----------------- |
| 21 | Slovacchia (bandiera)  | C     | Matúš Bero        |
| 22 | Paesi Bassi (bandiera) | P     | Remko Pasveer     |
| 23 | Paesi Bassi (bandiera) | P     | Bilal Bayazit     |
| 24 | Paesi Bassi (bandiera) | P     | Jeroen Houwen     |
| 27 | Germania (bandiera)    | C     | Idrissa Touré     |
| 32 | Germania (bandiera)    | D     | Maximilian Wittek |
| 36 | Paesi Bassi (bandiera) | C     | Patrick Vroegh    |
| 39 | Paesi Bassi (bandiera) | D     | Enzo Cornelisse   |
| 40 | Paesi Bassi (bandiera) | C     | Daan Huisman      |
| 41 | Paesi Bassi (bandiera) | D     | Brend Leeflang    |
| 42 | Paesi Bassi (bandiera) | D     | Million Manhoef   |
| 43 | Paesi Bassi (bandiera) | P     | Job Froeling      |
| 44 | Paesi Bassi (bandiera) | A     | Enrico Hernández  |
| 47 | Paesi Bassi (bandiera) | C     | Nouri Cheung      |